# وتر جناح

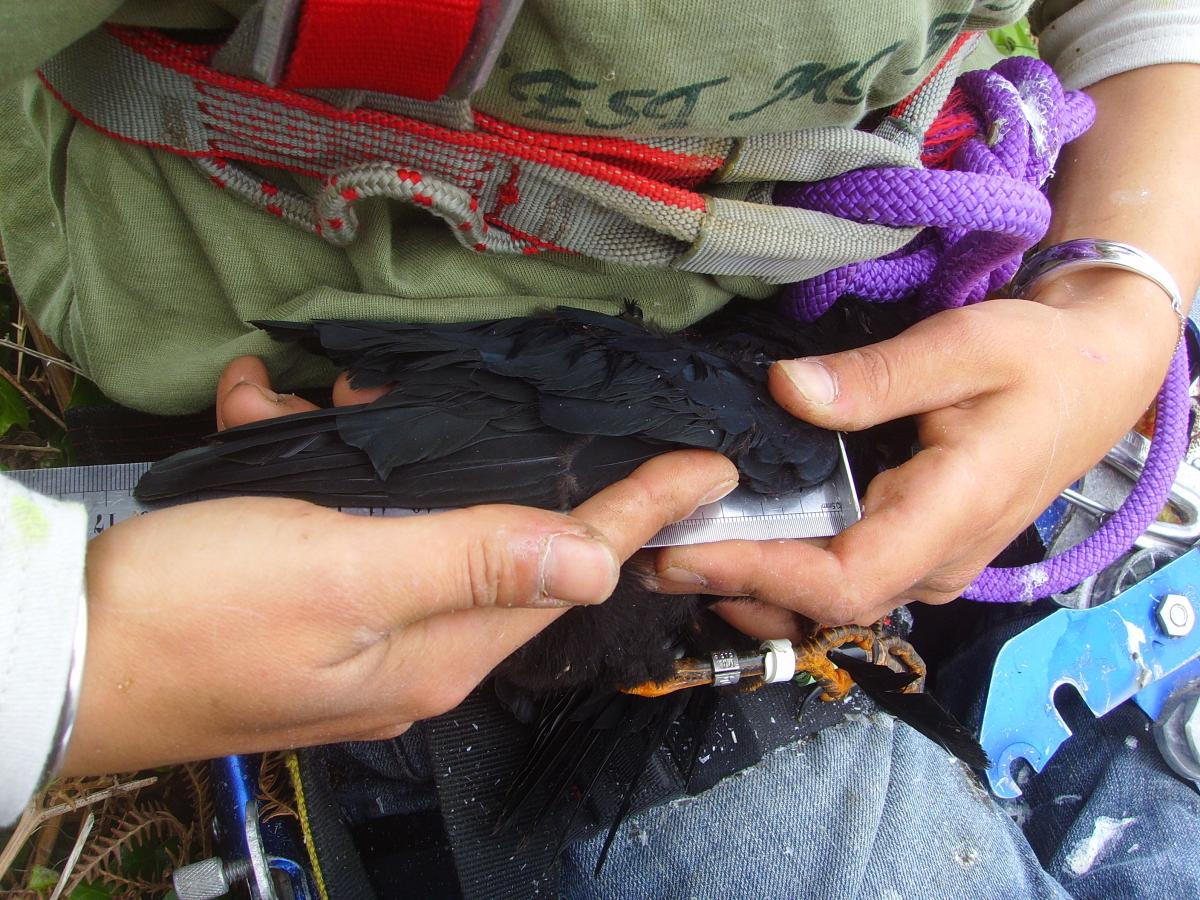
قياس وتر الجناح عند زمت أحمر المنقار خلال متابعة الطيور.

وتر الجناح هو مساحة مشرحة في جناح طائر. يمكن رؤية المساحة بزاوية 90 درجة، حيث تبدأ من أول نقطة في معصم المفصل إلى أول نقطة في أطول ريشة بالجناح. وكثيراً ما تُؤخذ كمقياس للتمييز بين أنواع الطيور وأنواع الطيور الفرعية.